# 長鰭脂眼魴
長鰭脂眼魴是鰺形目脂眼魴科脂眼魴屬的一種。

## 命名
本魚學名的種加詞字根意為「胸部」，後綴形容詞化後綴，因本魚胸鰭較長而得名。

## 分佈
本魚是熱帶魚類，主要分佈於西太平洋的巴布亞新幾內亞及澳洲海城，本魚是海魚，但也會進入河口下流生活。

## 形態
本魚為中型魚類，最大體長可達30.0公分，體形為紡錘狀、緃寬，切面扁平；脊椎24節。背鰭前方有顯著的黑斑

## 經濟利用
無經濟利用記錄。